# Adam Burakowski
Adam Wojciech Burakowski (n. 26 iulie 1977, Varșovia, Polonia) este un politolog și istoric polonez, absolvent al Institutului de Istorie al Universității din Varșovia (2001) și al Institutului de Studii pentru Europa de Est al aceleiași universități (2004). În cursul anului 2003 a efectuat un stagiu de practică în cadrul Cold War International History Project de la Woodrow Wilson International Center for Scholars din Washington. Din 2004 a devenit asistent, iar din 2007 lector în cadrul Institutului de Studii Politice al Academiei Poloneze de Științe. Din 2006 activează în cadrul postului național de radio polonez. Începând din 2009 este membru al conducerii Grupului pentru Interese Economice Europene al Euranet și, din 2013, al Euranet Plus. Ambasador în India (2017–2023) și Africa de Sud (2023–2024). 
Este autor al volumelui Geniusz Karpat. Dyktatura Nicolae Ceausescu 1965–1989, Editura Trio, Varșovia, 2008 (trad. rom. Dictatura lui Nicolae Ceaușescu 1965–1989. Geniul Carpaților, Editura Polirom, Iași, 2011) și, împreună cu Marius Stan, al volumului Kraj smutny, pelen humoru. Dzieje Rumunii po 1989 roku, Editura Trio, Varșovia, 2012 (O țară tristă, plină de umor. Istoria României după anul 1989).